# Кошляк Михайло Анатолійович
Михайло Анатолійович Кошляк (27 лютого 1970 , Дніпро ) — український політик, бізнесмен, президент Федерації дзюдо України. Майстер спорту СРСР з дзюдо, багаторазовий призер чемпіонатів світу та Європи з дзюдо серед ветеранів, соратник Геннадія Корбана, Бориса Філатова.

## Біографія

### Освіта
1985 року закінчив школу № 50 у Дніпропетровську. 1989 закінчив Дніпропетровський хіміко-механічний технікум.
З 1991 по 1995 — студент Дніпропетровського інституту фізкультури та спорту за напрямком «Фізична культура» з кваліфікацією «Викладач фізичної культури, тренер».
У 2012 році закінчив Міжгалузевий інститут підвищення кваліфікації та перепідготовки спеціалістів вищого навчального закладу «Полтавський університет економіки та торгівлі» за спеціальністю «Управління персоналом та економіка праці».
25 червня 2019 року у місті Кропивницький у Центральноукраїнському державному педагогічному університеті імені Володимира Винниченка Михайло Кошляк успішно захистив дисертацію за спеціальністю «Загальна педагогіка та історія педагогіки». Йому було присвоєно науковий ступінь кандидат педагогічних наук, доктор філософії.

### Політика
У 2014—2015 роках — помічник народного депутата України від партії УКРОП Бориса Філатова.
З 2020 року — депутат Дніпропетровської обласної ради VIII скликання від проросійської партії ОПЗЖ.

### Кар'єра
1995—1998 — тренер із дзюдо у спеціалізованій дитячо-юнацькій спортивній школі олімпійського резерву № 6 у місті Дніпропетровськ. З 2010-х займався бізнесом у сфері агропромисловості.
2010 року разом зі своїм тренером Олександром Ленковим створив спортивний клуб «Дзюдо-Дніпро». Пріоритетним напрямом у роботі клубу став розвиток дитячого спорту. На даний момент СК «Дзюдо-Дніпро» — один із найпотужніших клубів дзюдо в Україні. Його відділення є не лише у Дніпрі, а й у Новомосковську, Синельниковому, Нікополі, Покрові, Марганці, Кривому Розі.
2013 — став президентом Федерації дзюдо Дніпропетровська. 2015 року очолив Федерацію дзюдо області.
З 2017 року було обрано віце-президентом Федерації дзюдо України. 2020 року під керівництвом Михайла Кошляка у Дніпрі, вперше в історії, було створено регіональний Центр Олімпійської підготовки з дзюдо. З 2020 року став співвласником медіахолдингу «Відкритий», до якого входять кабельний телеканал «Відкритий» та портал новин opentv.media.
12 жовтня 2020 року на звітно-виборчій Конференції Федерації дзюдо України одноголосно було обрано президентом ФДУ.
З 2020 року — депутат Дніпропетровської обласної ради VIII скликання.
Після початку повномасштабного вторгнення Росії в Україну, 10 березня 2022 року виступив з відкритим листом до Міжнародної федерації дзюдо та Європейського союзу дзюдо з вимогою призупинити діяльність національних Федерацій дзюдо Росії та Білорусі та відсторонити російських та білоруських дзюдоїстів від участі в міжнародних змаганнях.
В червні 2022 року, коли Міжнародна федерація дзюдо допустила російських спортсменів до турніру Великого Шолому в Улан-Баторі (Монголія) під прапором IJF, Михайло Кошляк виступив проти цього рішення.
Україна бойкотувала змагання в Улан-Баторі, відповідні листи від імені Президента Федерації дзюдо України були надіслані до IJF, EJU та в більш ніж сто провідних національних федерацій дзюдо світу.
30 грудня Михайла Кошляка було обрано головою Відділення НОК України в Дніпропетровській області. За — проголосувало 48 делегатів звітно-виборчої асамблеї.

## Розслідування діяльності
2015 року Кошляка було затримано у справі Геннадія Корбана, тодішнього заступника голови Дніпропетровської ОДА, йому інкримінували вбивство офіцера СБУ.

### Благодійна діяльність
Засновник та президент БФ «Мірозданіє». За підсумками 2015, 2016, 2017, 2018 років отримав премію «Меценат року» у конкурсі «Найкращі спортивні досягнення Дніпра».

## Спорт
З 10 років займався дзюдо у залі «Дніпропромбуду» на проспекті Петровського (нині Івана Мазепи). Першим тренером Михайла був Віктор Іванович Лисогоря. Незабаром перейшов у секцію до Сергія Вікторовича Балдіна.
Перші серйозні спортивні успіхи прийшли до Михайла Кошляка у співпраці з тренером Олександром Олександровичем Ленковим.
Загалом дзюдо займався 16 років. 1991 року виконав норматив майстра спорту СРСР. Багаторазовий переможець та призер Чемпіонатів та Кубків України, Чемпіонатів України серед студентів, бронзовий призер Міжнародного турніру Азійських країн у Туреччині. 1997 року завершив спортивну кар'єру.
У 2016 році повернувся на татамі як дзюдоїст-ветеран і виграв у складі збірної України майстрів (спортсменів від 30 років) бронзу Чемпіонату Європи 2017 (Загреб, Хорватія), срібло Чемпіонату світу 2017 (Ольбія, Італія), Глазго, Шотландія), срібло Чемпіонату світу 2018 року (Канкун, Мексика), бронзу Чемпіонату Європи 2019 року (Лас Пальмас, Іспанія).
Володар чорного поясу та кваліфікаційного 5 дана.

## Відзнаки
- 2019 — №;11 серед найвпливовіших мешканців Дніпра за версією видання Новое время[14].

## Сім'я
Одружений, виховує п'ятьох дітей та трьох онуків. Двоє синів Олександр та Іван професійно займаються дзюдо.
Донька Єлизавета Кошляк — дніпровська блогерка. 10 серпня 2022 року, під час повномасштабного вторгнення РФ до України, заявила, що війна почалася через «утиски російськомовних».